# Dominik Janošek
Dominik Janošek, né le 13 juin 1998 à Brno en Tchéquie, est un footballeur tchèque qui évolue au poste de milieu de terrain au SK Sigma Olomouc.

## Biographie

### En club
Né à Brno en Tchéquie, Dominik Janošek est formé par le club de sa ville natale, le FC Zbrojovka Brno. C'est avec ce club qu'il débute en professionnel, le 8 août 2017 face au 1. HFK Olomouc (en), lors d'une rencontre de coupe de Tchéquie. Il entre en jeu lors de ce match perdu par les siens (2-1).
Le 17 janvier 2018, il rejoint le FC Slovacko. Il joue son premier match sous ses nouvelles couleurs le 17 février suivant, lors d'une victoire en championnat contre le Baník Ostrava (1-2).
En juin 2018 est annoncé le transfert de Dominik Janošek au Viktoria Plzeň, qui le prête directement au FC Slovacko pour la saison 2018-2019.
Il est intégré à l'équipe première du Viktoria Plzeň au début de la saison 2019-2020, mais se voit prêté lors de la seconde partie de saison au FK Mladá Boleslav à partir de février.
Après son prêt d'un an au FK Mladá Boleslav, il est à nouveau prêté en février 2021, cette fois au Fastav Zlín.
Le 21 juillet 2022, Dominik Janošek quitte définitivement le Viktoria Plzeň où il n'a jamais vraiment eu sa chance, afin de s'engager en faveur du FK Pardubice. Il signe un contrat de trois ans, soit jusqu'en juin 2025.
Janošek joue son premier match pour le FK Pardubice le 31 juillet 2022 contre le SK Dynamo České Budějovice, à l'occasion de la première journée de la saison 2022-2023 de première division tchèque. Il est titularisé et son équipe s'incline par deux buts à zéro.
Lors de l'été 2023, Dominik Janošek rejoint les Pays-Bas, afin de s'engager en faveur du NAC Breda. Il était également courtisé par le FC Baník Ostrava et le 1. FC Slovácko mais décide de tenter l'aventure à l'étranger, pour sa première expérience hors de son pays. Il signe un contrat de deux ans avec une année supplémentaire en option, et a pour objectif d'aider le club à retrouver la première division,.

### En sélection nationale
Avec les moins de 20 ans, il inscrit un but lors d'un match amical contre les Pays-Bas, le 27 mars 2018 (victoire 1-3). Par la suite le 7 septembre 2018, il délivre une passe décisive en amical face à l'Allemagne (défaite 3-2).
Dominik Janošek joue son premier match avec l'équipe de Tchéquie espoirs contre l'Autriche, le 31 mai 2018, lors d'une rencontre amicale. Il est titulaire lors de cette rencontre qui se solde par la victoire des siens. Le 14 novembre 2019, alors qu'il est titularisé au milieu de terrain, Dominik Janošek inscrit ses deux premiers buts avec les espoirs, face à Saint-Marin. Son équipe s'impose par six buts à zéro dans cette rencontre des éliminatoires de l'Euro espoirs 2021.